# Paraxenolea indica
Paraxenolea indica là một loài bọ cánh cứng trong họ Cerambycidae.